# Karol Auer

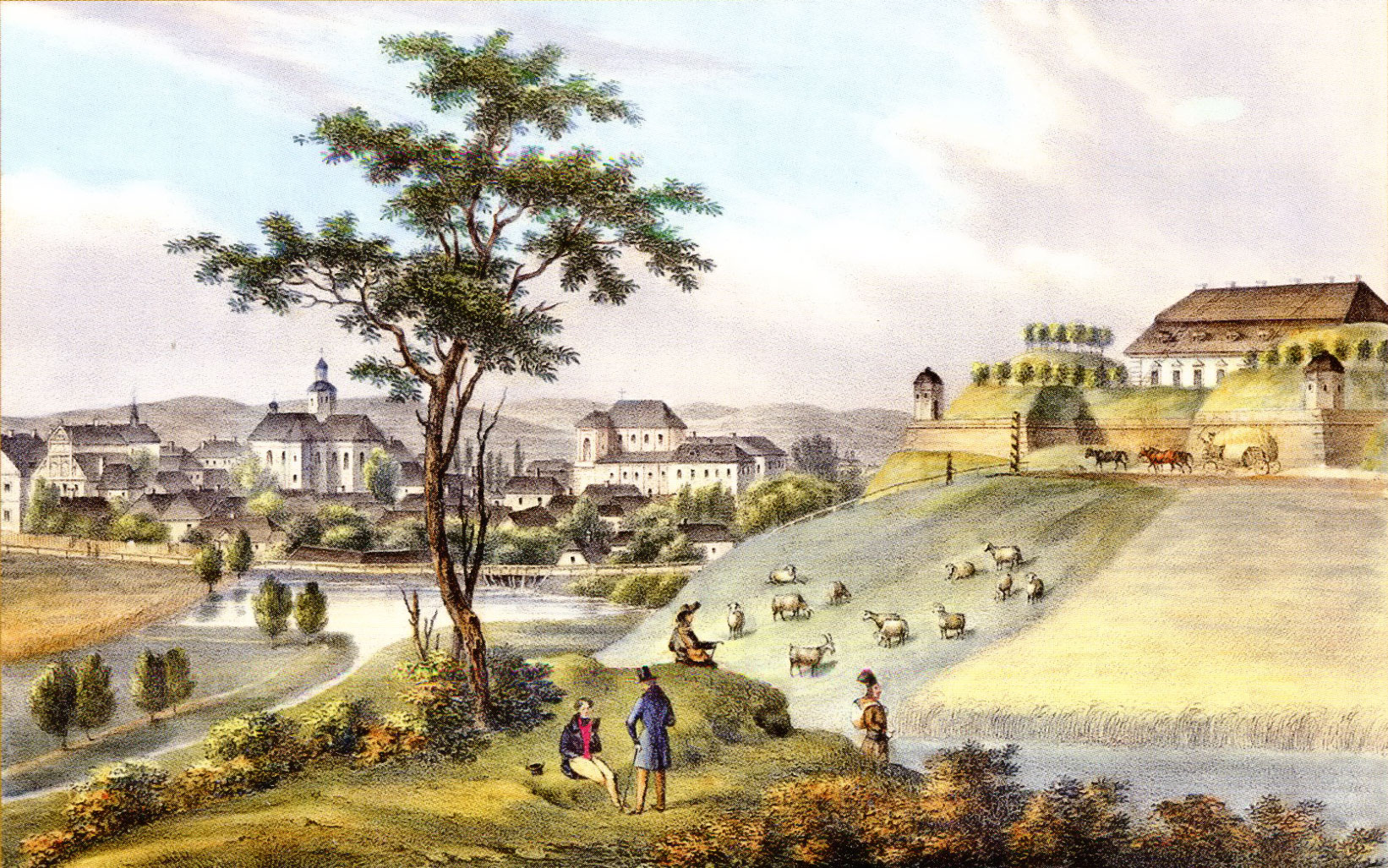
Karol Auer, Złoczów - zamek i miasto

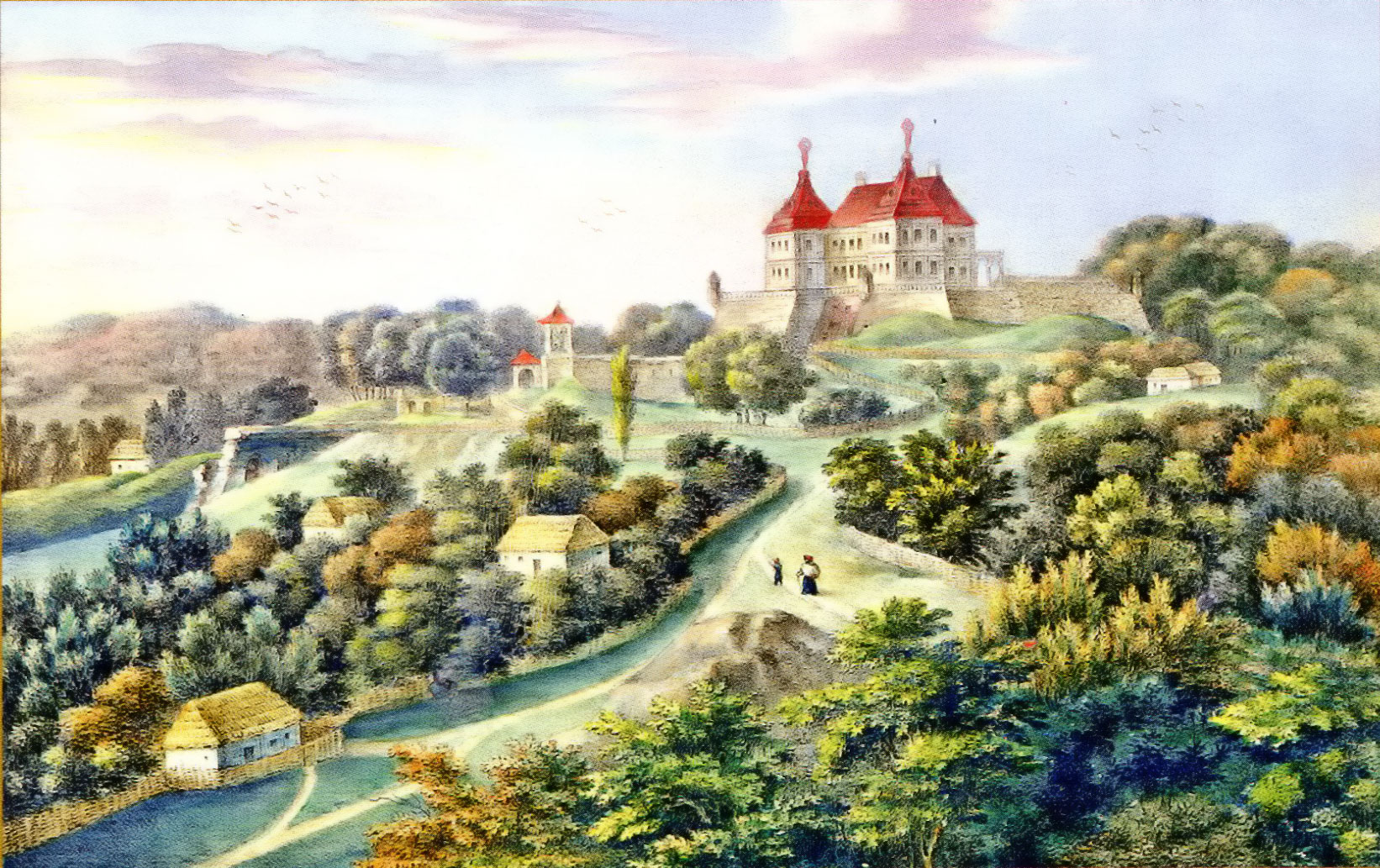
Karol Auer, Zamek w Podhorcach

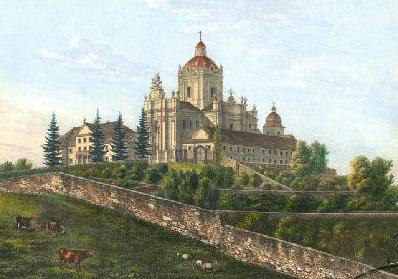
Karol Auer, Archikatedra Św. Jura i pałac arcybiskupi na wzgórzu świętojurskim 1837

Karol Auer (ur. ok. 1818, zm. po 1858) – litograf i rysownik, prawdopodobnie pochodzenia czeskiego.

## Życiorys
Zachowane źródła pisane zgodnie potwierdzają, że w latach 30 XIX wieku osiadł w celach zarobkowych we Lwowie. Swoją pracę kontynuował przez następne 20 lat. Współpracował z zakładem litograficznym Pillera. W swojej pracy wykonywał znaczne ilości litografii, według pomysłów własnych i cudzych. Między innymi A. Gorczyńskiego, Antoniego Langego, Juliusza Kossaka. Bardzo rzadko dostarczał rysunki innym grafikom.

## Dorobek artystyczny
Na jego liczne prace składają się głównie widoki Lwowa i Galicji Wschodniej, winiety pejzażowe, także portrety i obrazki dewocjonalne. Niektóre były ukazywane na łamach czasopism Lwowianin w latach 1837–1842 i Dziennik Mód Paryskich w roku 1844.  Swoje prace litograficzne sprzedawał również Bohdanowi Zaleskiemu, autorowi Poezji z roku 1844. Pozostali odbiorcy jego dzieł to J.U. Niemcewicz (1849) - Śpiewy historyczne, Seweryn Goszczyński - Zamek kaniowski z 1852 roku. Aczkolwiek za dzieła swojego życia uważał albumy. Liczne plansze Galicji w obrazach (1837-1838) lub Widoki Lwowa z 1842 roku. Ostatnie datowane prace pochodzą z 1858, a po tym roku wiadomości o nim urywają się.